# Путевой дворец (Коростынь)
Путево́й дворе́ц — здание в деревне Коростынь Шимского района Новгородской области, построенное в конце 1820-х годов по проекту архитектора В. П. Стасова. Является объектом культурного наследия федерального значения. С 2019 года в здании располагается музейно-культурный центр — структурное подразделение Государственного музея художественной культуры Новгородской земли.

## История создания военных поселений в Новгородской губернии
С 1815 года, когда в августе 2-й батальон гренадерского полка А. А. Аракчеева обосновался в Высоцкой волости Новгородского уезда, Новгородская губерния стала одним из центров военных поселений. С 1820-х годов началось активное строительство по обоим берегам Волхова и в юго-западной части губернии. Было создано шесть округов, то есть поселений каждого полка, из которых составили Отдельный корпус военных поселений. Корпус управлялся графом Аракчеевым.
1. Первый округ — графа Аракчеева полка с центром в Селищах;
2. Второй — короля Прусского полка, штаб которого разместился в селе Муравьи;
3. Третий — императорского Австрийского полка, его штаб был в селении Кречевицы.
4. Четвёртый округ, полка принца Прусского, располагался по берегам реки Мсты, его штаб находился в Новоселицах.
5. Пятый округ — 1-го карабинерного полка со штабом в селе Медведь.
6. Шестой округ, образованный карабинерным полком князя Барклая де Толли, был размещён поблизости от Старой Руссы на берегу озера Ильмень[3].

Строительство новых объектов для военных поселенцев требовало большого количества строительных материалов. Изначально гранит для фундаментов построек возили из Тосно, но из-за существенных затрат на доставку поблизости от Коростыни на озере Ильмень приказом Аракчеева были устроены каменоломни. Кирпич изготавливался на заводах, созданных Аракчеевым специально для строительства комплексов военных поселений, также для военных поселений были устроены лесопильни и известковые заводы. Первоначально качество материала, поставляемого в военные поселения, было очень низким, а работы производились неквалифицированно.
Наряду с объектами военного назначения возникла необходимость строительства в поселениях домов, где мог бы останавливаться император во время своих поездок по округам. Первыми такие дома были возведены в Первом и Втором округах. Сооружения представляли собой павильоны из дерева, имеющие лоджии и колонны дорического ордера. Сохранились проектные чертежи этих сооружений, датируемые 1818 годом. Они не подписаны, однако специалисты, основываясь на стилистическом анализе проектов, уверенно приписывают их В. П. Стасову. Оборот чертежа дворца для Аракчеевского полка содержит карандашную надпись «арх. 6 кл. Стасов». Позднее эти деревянные дома были заменены двухэтажными постройками по проекту Стасова с первым каменным и вторым деревянным этажами.

## Здание

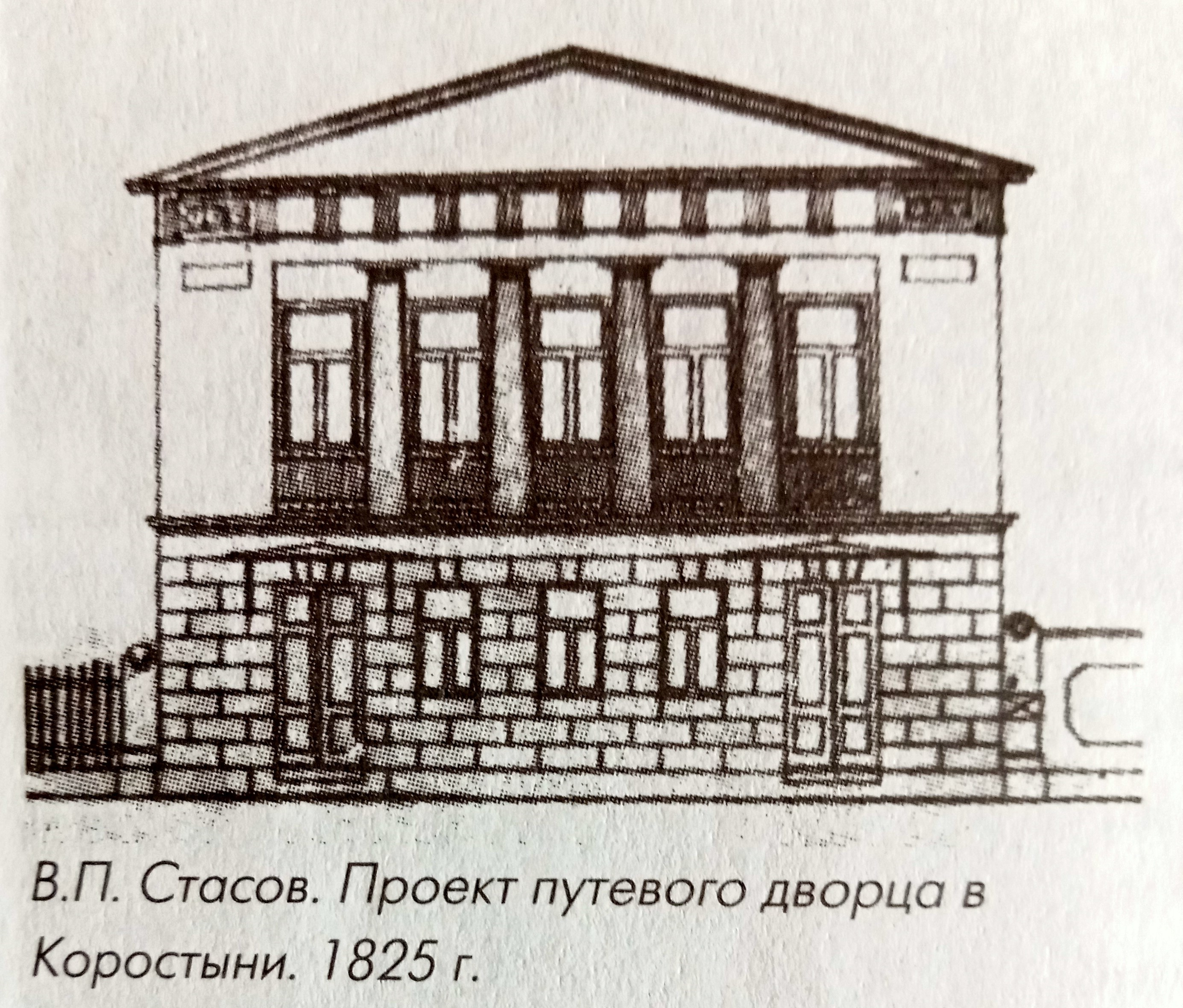
Проект путевого дворца в Коростыни. В. П. Стасов. 1825

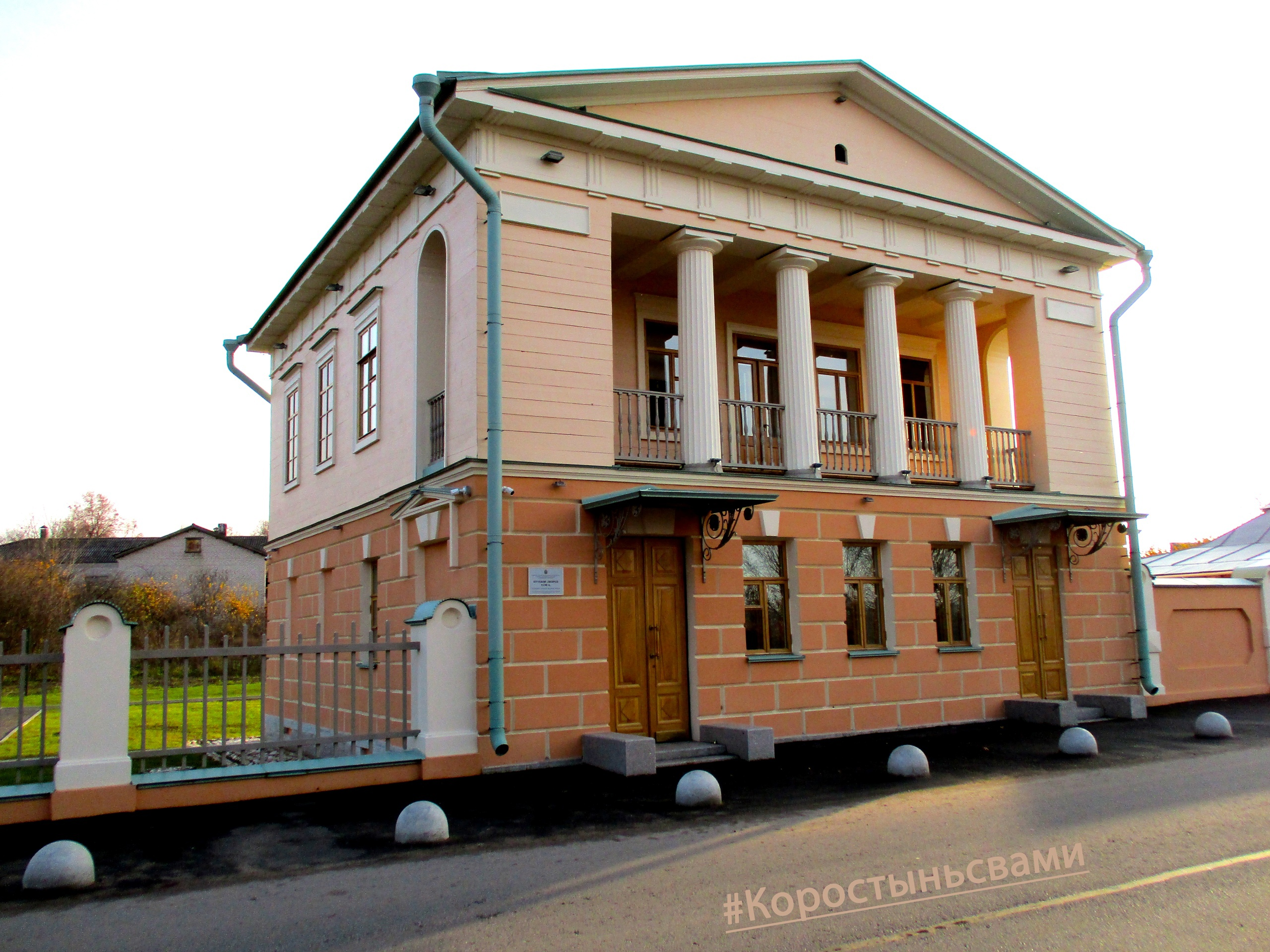
Здание Путевого дворца открыто для посещения с 2019 года

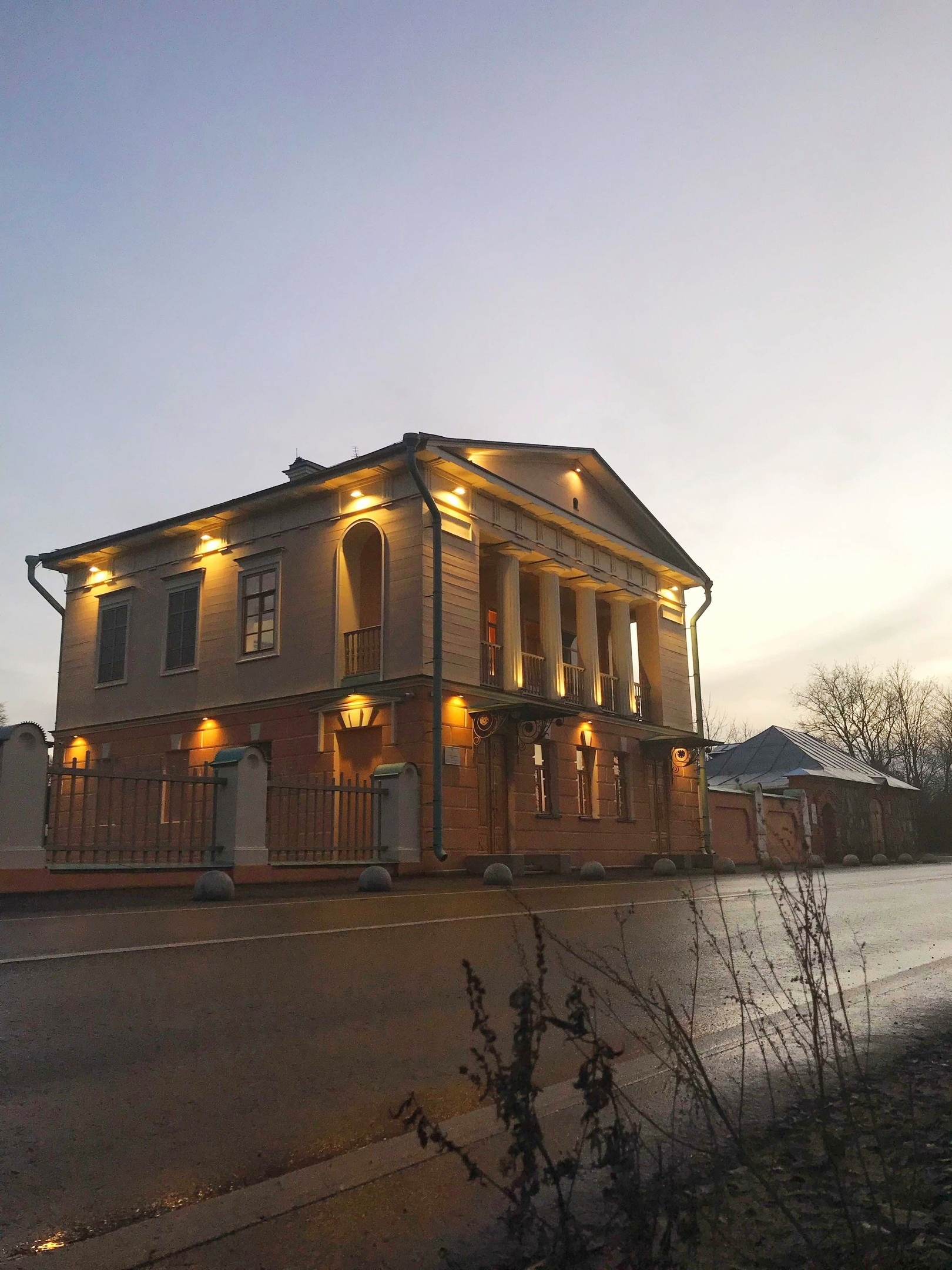
Вечером

Двухэтажное, квадратное в плане здание в стиле ампир было построено в 1826—1828 годах также по проекту архитектора В. П. Стасова в период организации штаба военного поселения в деревне Коростынь. Проект «Путевого дворца» или «Дома для приезда начальствующих лиц» был утверждён графом Аракчеевым в сентябре 1824 года. Чертёж решётки изящного рисунка для балюстрады лоджии был исполнен М. Е. Кларком в 1827 году, согласован 5 января 1828 года. Решётка была изготовлена Санкт-Петербургским чугунолитейным казённым заводом.
Первый этаж здания каменный, второй — деревянный, его особенность — лоджия в четыре колонны, расположенная на втором этаже. Лоджия ограждена чугунной балюстрадой тщательной работы. Внушительные колонны также деревянные, составные, дорического ордера с базой и капителью, каннелированные. Их высота около 3,57 м, диаметр — 0,6 м. Помещение дворца разделено на три части, одна из которых занята лестницей. Идея устройства лоджии была продиктована расположением здания — на берегу озера. Из дворца, доминировавшего над местностью, открывался красивый вид на окрестности, с этой стороны к озеру была выстроена лестница. Второй фасад выходил на улицу (позднее она стала участком шоссе). Ещё один Путевой дворец — во Втором округе, построенный в устье реки Малый Волховец на искусственной насыпи, был также обращён фасадом к водному объекту (реке Волхов) и от него спускалась широкая лестница в сторону берега.
При усадьбе Путевого дворца в Коростыни в первой половине XIX века, скорее всего одновременно с возведением здания, был устроен парк, сочетавший черты регулярного и пейзажного. Из деревьев, согласно обследованию, проведённому в 2014 году, наибольшую часть парковых насаждений составляет липа сердцелистная, кроме того здесь растут дуб черешчатый, вяз гладкий и клён остролистный и около 16 видов различных кустарников и полукустарников.
Качество строений комплекса военного поселения в Коростыни в конце XIX века оценивал П. П. Карцов в своей статье «О военных поселениях при графе Аракчееве» (1890). Он отмечал, что и через шестьдесят лет после постройки здание на берегу озера сохранилось в отменном состоянии, несмотря на то, что по передаче его из военного ведомства в удельное так и не были произведены ремонтные работы. Местные жители помнили, что здания «строил Аракчеев».
После революции 1917 года было ликвидировано Министерство императорского двора, и путевой дворец попал в ведение местных властей. В 1920—1930-е годы в здании находилась школа. В годы Великой Отечественной войны в Коростыни находился штаб немецко-фашистских войск. 30 августа 1960 года постановлением Совета Министров РСФСР объект был принят под охрану как памятник истории и архитектуры республиканского значения. Здание дворца было передано на баланс Новгородскому государственному музею-заповеднику. В дальнейшем объект не использовался и находился на консервации. В 1953 году был произведен ремонт с приспособлением помещений. Путевой дворец был передан Новгородскому педагогическому институту для его использования в качестве общежития. Ремонт, как отмечал В. И. Пилявский, был проведён без надлежащего «технического наблюдения». В связи с неудовлетворительным содержанием договор был расторгнут. Уже в 1959 году Пилявский отмечал необходимость срочной реставрации с использованием обнаруженных в архивах подлинных чертежей. Состояние памятника продолжало ухудшаться, в середине в 1986—1988 годов планировалась его реставрация. Был подготовлен генеральный план и прочая необходимая документация, но по причинам финансового характера реставрацию провести не удалось.
В Сборнике Общества изучения русской усадьбы (2009) отмечается уникальность здания, отличающегося от подавляющего большинства подобных сооружений внушительным видом. Авторы рубрики «Хроника вандализмов» высказывают озабоченность состоянием дворца, находящегося на тот момент в заброшенном состоянии, заколоченного, с разрушающейся оградой.
Путевой дворец является памятником архитектуры и истории федерального значения.
С 2017 года реставрация велась в рамках проекта Министерства культуры РФ «Сохранение и использование культурного наследия в России» при поддержке Международного банка реконструкции и развития. К началу июня 2019 года реставрационные работы были завершены. 3 октября 2019 года в Путевом дворце открылось структурное подразделение ГБУКИ «Государственный музей художественной культуры Новгородской земли».